# Uranotaenia philonuxia
Uranotaenia philonuxia är en tvåvingeart som beskrevs av Philip 1931. Uranotaenia philonuxia ingår i släktet Uranotaenia och familjen stickmyggor. Inga underarter finns listade i Catalogue of Life.